# Eilema marginata
Eilema marginata là một loài bướm đêm thuộc phân họ Arctiinae, họ Erebidae.